# Chiến dịch quần đảo Aleut
Chiến dịch quần đảo Aleut là một chiến dịch quân sự tiến hành giữa Hoa Kỳ và Đế quốc Nhật Bản tại Quần đảo Aleut, Alaska, Hoa Kỳ diễn ra từ ngày 3 tháng 6 năm 1942 đến 15 tháng 8 năm 1943 và là một phần của Mặt trận Thái Bình Dương trong Chiến tranh thế giới thứ hai. Là một trong hai cuộc tấn công nhằm vào chính quốc Mĩ trong chiến tranh, một lực lượng nhỏ của Nhật Bản đã chiếm đóng hai hòn đảo Attu và Kiska; nơi mà sự hẻo lánh, sự khắc nghiệt của khí hậu và sự phức tạp của địa hình đã làm trì hoãn một lực lượng Đồng Minh lớn hơn đến đánh đuổi quân đội Nhật Bản trong gần một năm. Giá trị chiến lược của quần đảo là khả năng kiểm soát tuyến đường giao thông trên Thái Bình Dương của nó và do đó tướng Mĩ Billy Mitchell đã tuyên bố trước Quốc hội Hoa Kỳ vào năm 1935 như sau:"Tôi tin rằng trong tương lai, kẻ nào kiểm soát Alaska sẽ nắm được cả thế giới. Tôi nghĩ nó là khu vực quan trọng về chiến lược bậc nhất trên thế giới.""
Người Nhật nghĩ ra rằng việc chiếm đóng quần đảo Aleut sẽ ngăn chặn khả năng tấn công của Hoa Kỳ qua Bắc Thái Bình Dương. Tương tự, Hoa Kỳ lo lắng rằng quần đảo này sẽ được sử dụng làm căn cứ cho một cuộc tấn công toàn diện vào cách thành phố thuộc Bờ Tây như Anchorage, Seattle, San Francisco hay Los Angeles.